# Parallel Minds
| Đánh giá chuyên môn    | Đánh giá chuyên môn |
| Nguồn đánh giá         | Nguồn đánh giá      |
| Nguồn                  | Đánh giá            |
| ---------------------- | ------------------- |
| Sputnik Music          | [ 1 ]               |
| Encyclopaedia Metallum | [ 2 ]               |
| The Metal Crypt        | [ 3 ]               |

Parallel Minds là album đầy đủ thứ hai của ban nhạc power metal/progressive metal Na Uy Conception, ra mắt năm 1993.

## Danh sách bài hát
| STT | Nhan đề                                                             | Phổ lời         | Phổ nhạc | Thời lượng |
| --- | ------------------------------------------------------------------- | --------------- | -------- | ---------- |
| 1.  | "Water Confines"                                                    | Roy Khan        | T.Østby  | 4:17       |
| 2.  | "Roll the Fire"                                                     | Roy Khan        | T.Østby  | 4:32       |
| 3.  | "And I Close My Eyes"                                               | Roy Khan        | T.Østby  | 4:11       |
| 4.  | "Silent Crying"                                                     | Roy Khan        | T.Østby  | 3:16       |
| 5.  | "Parallel Minds"                                                    | Roy Khan/Amlien | T.Østby  | 4:42       |
| 6.  | "Silver Shine"                                                      | Roy Khan        | T.Østby  | 4:43       |
| 7.  | "My Decision"                                                       | Roy Khan        | T.Østby  | 4:46       |
| 8.  | "The Promiser"                                                      | Roy Khan        | T.Østby  | 3:34       |
| 9.  | "Wolf's Lair"                                                       | Roy Khan        | T.Østby  | 3:59       |
| 10. | "Soliloquy" (Sweet Lavender/Non-Electric Redemption/In These Rooms) | Roy Khan        | T.Østby  | 9:05       |

| (Bonus Track) | (Bonus Track)                       | (Bonus Track)    | (Bonus Track) |
| STT           | Nhan đề                             | Sáng tác         | Thời lượng    |
| ------------- | ----------------------------------- | ---------------- | ------------- |
| 1.            | "Black on Black" (Japanese Version) | T.Østby/Roy Khan | 4:23          |

## Video
Conception ra mắt video đầu tiên và duy nhất của họ vào năm 1993 với tên gọi "Roll the Fire", có thể xem tại đây. Video có thời lượng 3:58 so với độ dài ban đầu của bài hát là 4:32.

## Vai trò
Thành viên ban nhạc
- Roy Khan − ca sĩ
- Tore Østby − guitar
- Ingar Amlien − bass
- Arve Heimdal − trống

Nhạc công bổ sung
- Hans Christian Gjestvang - keyboard